# Corba de Keeling

Concentracions atmosfèriques diòxid de carboni (CO₂) entre 1958 i 2023

La corba de Keeling és un gràfic de l'acumulació de diòxid de carboni (CO₂) a l'atmosfera terrestre basat en mesures continuades realitzades a l'Observatori Mauna Loa a l'illa de Hawaii des del 1958 fins a l'actualitat. La corba rep el nom del científic Charles David Keeling, que va iniciar el programa de control i la va supervisar fins a la seva mort el 2005.
Segons la doctora Naomi Oreskes, professora d'Història de la Ciència de la Universitat Harvard, la corba de Keeling és una de les obres científiques més importants del segle xx. Molts científics acrediten la corba de Keeling amb la primera atenció del món sobre l'augment actual de CO₂ a l'atmosfera.